# Division No 20 (Manitoba)
Pour les articles homonymes, voir Division No 20.
La division No 20 est une des divisions de recensement du Manitoba (Canada).